# Huskvarna
Huskvarna je istočni dio grada Jönköpinga. Tu je sjedište Husqvarna Grupe, koja je je najveći svjetski proizvođač robotskih kosilica, vrtnih traktora, motornih pila i trimera.

## Zemljopis
Huskvarna se nalazi 5 km istočno od središta grada Jönköpinga, na obali jezera Vätterna.

## Vanjske poveznice
- Informacije o gradu

### Ostali projekti
|  | Zajednički poslužitelj ima još gradiva o temi Huskvarna |